# Xixuthrus heros
Xixuthrus heros (Gräffe, 1868) è un coleottero della famiglia Cerambycidae endemico delle isole Figi. È comunemente conosciuto come cerambice gigante delle Figi ed è uno degli insetti più grandi al mondo.